# Parallelia amplissima
Parallelia amplissima är en fjärilsart som beskrevs av Walker 1858. Parallelia amplissima ingår i släktet Parallelia och familjen nattflyn. Inga underarter finns listade i Catalogue of Life.